# Anse Couleuvre
Pour les articles homonymes, voir Couleuvre.
 (août 2018).
Si vous disposez d'ouvrages ou d'articles de référence ou si vous connaissez des sites web de qualité traitant du thème abordé ici, merci de compléter l'article en donnant les références utiles à sa vérifiabilité et en les liant à la section « Notes et références ».
Anse Couleuvre est une anse située sur la commune du Prêcheur en Martinique.

## Description
Longue de quelques centaines de mètres, cette plage de sable noir fait face à l'îlet la Perle. La plage est séparée en deux parties par la rivière Anse Couleuvre.

## Tourisme
La plage est accessible par une petite route depuis l'Anse Céron. Le parking ne compte qu'une dizaine de place, le stationnement et l'accès le long de cette route sont particulièrement délicats voire impossibles pour les véhicules de grande taille en saison touristique.  
Un courant fort rend cette plage dangereuse.

## Protection
L'anse Couleuvre est intégrée à la réserve naturelle régionale marine du Prêcheur - Albert Falco.

## Quelques photos

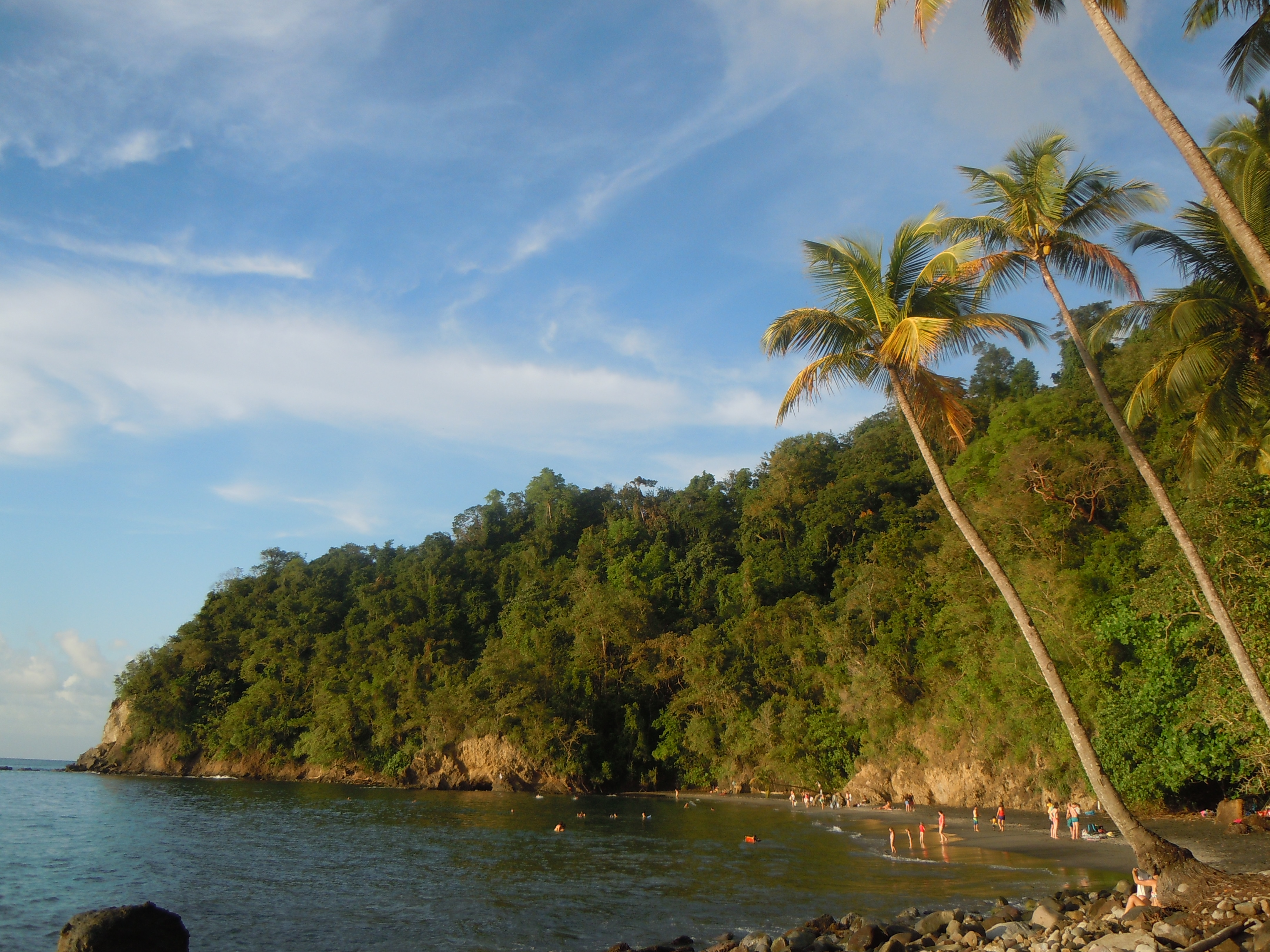
Vue de la pointe de l'Anse Lévrier
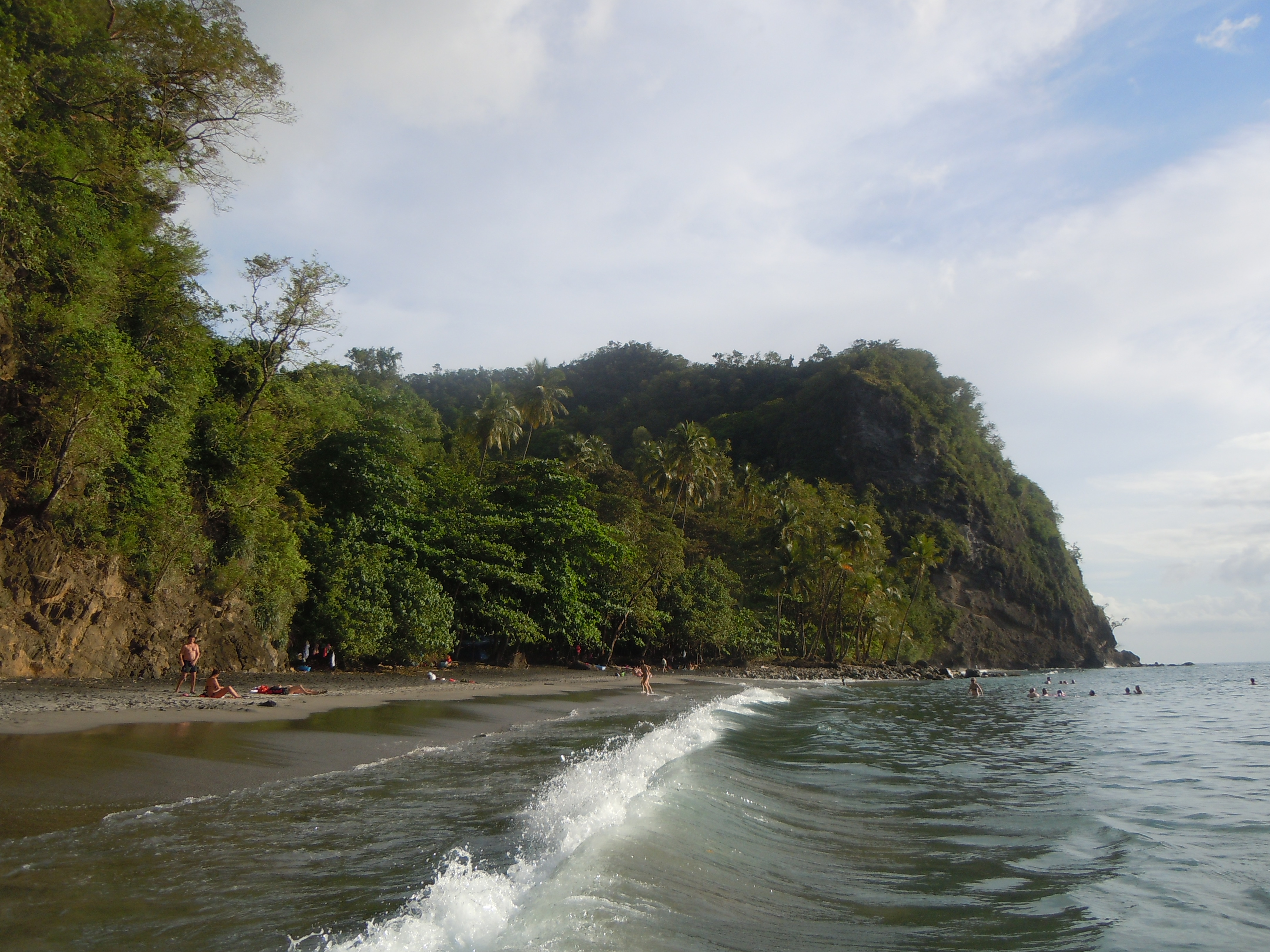
Vue coté sud, au pied du Morne du Céron
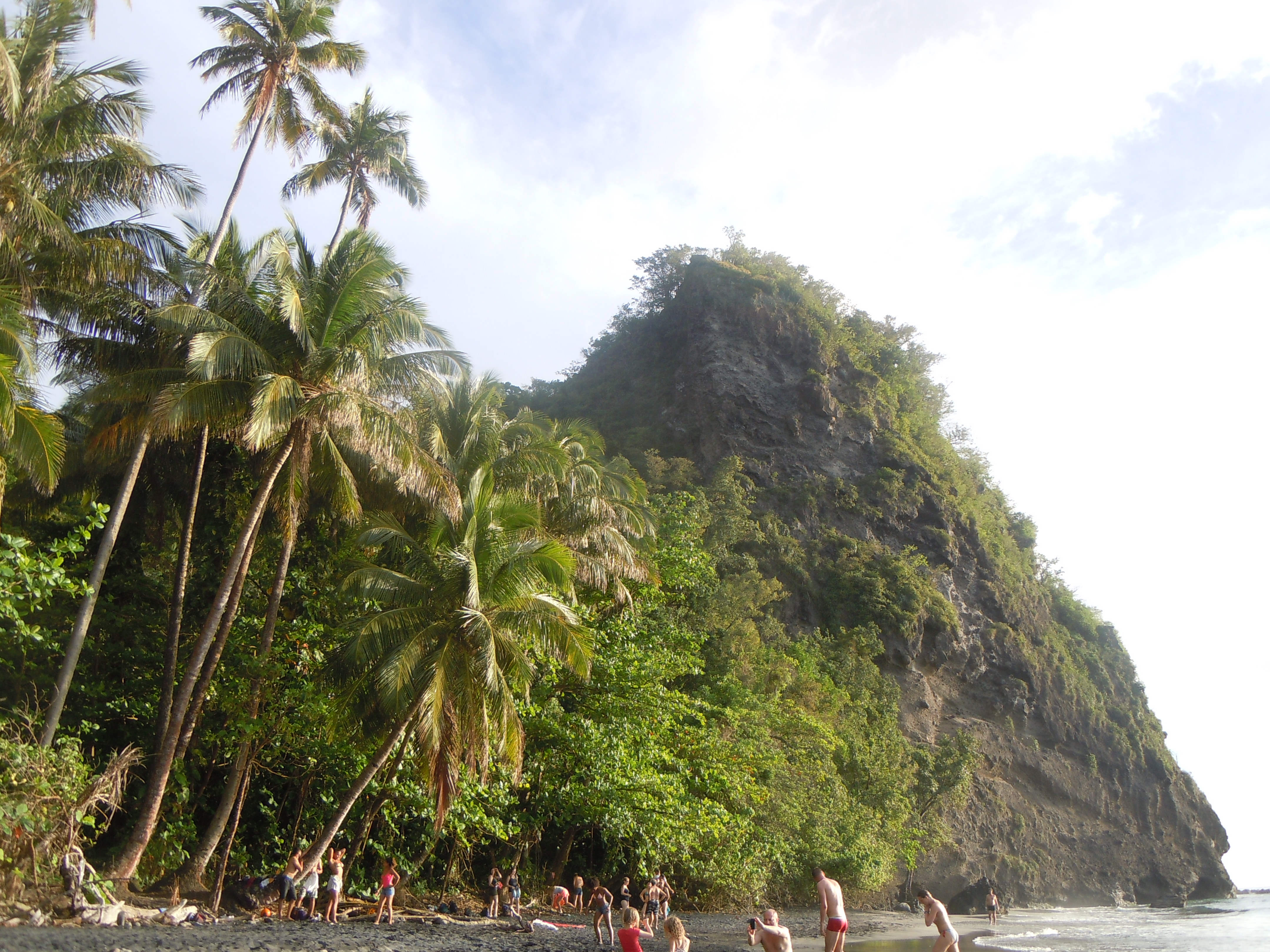
Falaises du Morne du Céron